# Estación de Quintanas de Gormaz
Quintanas de Gormaz fue una estación de ferrocarril situada en el municipio español de Quintanas de Gormaz, en la provincia de Soria. Las instalaciones formaban parte de la línea Valladolid-Ariza y estuvieron en servicio entre 1895 y 1994.

## Historia
La línea Valladolid-Ariza fue abierta al tráfico en 1895. Los trabajos de construcción corrieron a cargo de la compañía MZA, que en el municipio de Quintanas de Gormaz levantó una estación de 4.ª clase. Además de un edificio de viajeros, el complejo ferroviario disponía de un muelle de mercancías, aguada y varias vías de servicio. En 1941, con la nacionalización del ferrocarril de ancho ibérico, las instalaciones pasaron a manos de RENFE. En 1961 la estación fue reclasificada como apeadero-cargadero sin personal, siéndole eliminada la vía de sobrepaso. En enero de 1985 las instalaciones, al igual que el resto de la línea, fueron clausuradas al tráfico de pasajeros. El trazado todavía se mantuvo abierto para la circulación de trenes de mercancías durante algún tiempo, hasta su clausura definitiva en 1994. En la actualidad las instalaciones han sido rehabilitadas y se encuentran en buen estado de conservación.